# Chi Móng rồng
Chi Móng rồng hay chi Dây công chúa (danh pháp khoa học: Artabotrys) là một chi thực vật chứa khoảng 100 loài cây sinh sống tại khu vực nhiệt đới Cựu thế giới, trong đó khoảng 31 loài tại châu Phi. Chi này là thành viên của họ Na (Annonaceae). Tất cả đều là cây gỗ nhỏ hay cây bụi với các móc cong ngược lại, có xu hướng mọc leo. Các lá đơn mọc so le, không lông. Hoa lưỡng tính mọc đơn lẻ hay thành cụm đối diện với lá, cuống dày và có móc. Hoa 6 cánh, có mùi thơm, chứa nhiều nhị. Mỗi bầu nhụy gồm 6 phần tách biệt, với mỗi phần dày cùi thịt.

## Gieo trồng
Việc nhân giống được tiến hành bằng cách gieo hạt hay các cành giâm ngắn trong mùa xuân.

## Các loài
- Artabotrys aereus: công chúa đồng[1]
- Artabotrys antunesii
- Artabotrys arachnoides
- Artabotrys aurantiacus
- Artabotrys brachypetalus
- Artabotrys brevipes
- Artabotrys burmanicus
- Artabotrys cagayanensis
- Artabotrys camptopetalus
- Artabotrys carnosipetalus
- Artabotrys caudatus
- Artabotrys cinnamomeus
- Artabotrys clementis
- Artabotrys coccineus
- Artabotrys collinus
- Artabotrys congolensis
- Artabotrys costatus
- Artabotrys crassifolius
- Artabotrys crassipetalus
- Artabotrys cubittii
- Artabotrys cumingianus
- Artabotrys dahomensis
- Artabotrys darainensis
- Artabotrys dielsianus
- Artabotrys fragrans: công chúa thơm[1]
- Artabotrys gossweileri
- Artabotrys gracilis
- Artabotrys grandifolius
- Artabotrys hainanensis
- Artabotrys harmandii: công chúa harmand[1]
- Artabotrys havilandii
- Artabotrys hexapetalus (đồng nghĩa: A. intermedius): hoa móng rồng, dây công chúa, móng rồng nhỏ, công chúa trung gian[1]
- Artabotrys hienianus: móng rồng nhiều hoa[1]
- Artabotrys hildebrandtii
- Artabotrys hirtipes
- Artabotrys hispidus
- Artabotrys honkongensis: móng rồng Hồng Kông, công chúa Hồng Kông[1]
- Artabotrys inodorus
- Artabotrys insignis
- Artabotrys jacques-felicis
- Artabotrys jollyanus
- Artabotrys kurzii
- Artabotrys lanuginosus
- Artabotrys lastoursvillensis
- Artabotrys le-testui
- Artabotrys libericus
- Artabotrys likimensis
- Artabotrys longistigmatus
- Artabotrys lowianus
- Artabotrys luteus
- Artabotrys luxurians
- Artabotrys macrophyllus
- Artabotrys madagascariensis
- Artabotrys maingayi
- Artabotrys modestus
- Artabotrys monteiroae
- Artabotrys multiflorus
- Artabotrys nicobarianus
- Artabotrys oblanceolatus
- Artabotrys oblongus
- Artabotrys oliganthus
- Artabotrys oligospermus
- Artabotrys oxycarpus
- Artabotrys pallens: móng rồng tái, công chúa tái[1]
- Artabotrys palustris
- Artabotrys parkinsonii
- Artabotrys petelotii: móng rồng Bắc Giang, công chúa petelot[1]
- Artabotrys phuongianus: móng rồng đài lớn[1]
- Artabotrys pierreanus
- Artabotrys pilosus
- Artabotrys pleurocarpus
- Artabotrys polygynus
- Artabotrys porphyrifolius
- Artabotrys punctulatus
- Artabotrys rhynchocarpus
- Artabotrys robustus
- Artabotrys roseus
- Artabotrys rufus
- Artabotrys rupestris
- Artabotrys scortechinii
- Artabotrys scytophyllus
- Artabotrys siamensis
- Artabotrys speciosus
- Artabotrys spinosus: móng rồng gai[1]
- Artabotrys stenopetalus
- Artabotrys suaveolens
- Artabotrys sumatranus
- Artabotrys taynguyenensis: móng rồng Tây Nguyên[1]
- Artabotrys tetramerus: móng rồng mỏ nhọn[1]
- Artabotrys thomsonii
- Artabotrys tomentosus
- Artabotrys uniflorus
- Artabotrys vanprukii
- Artabotrys velutinus
- Artabotrys venustus
- Artabotrys vidalianus
- Artabotrys vietnamensis: móng rồng Phú Thọ[1]
- Artabotrys vinhensis: móng rồng Vinh, công chúa Vinh[1]
- Artabotrys wrayi
- Artabotrys zeylanicus

Tại Việt Nam có khoảng 14 loài như ghi chú trên đây.